# 国際連合欧州経済委員会

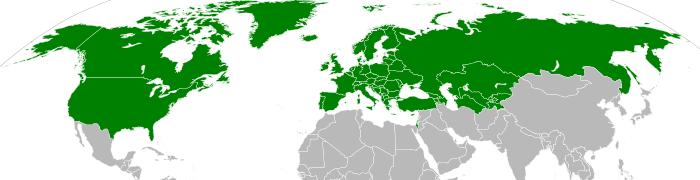
欧州経済委員会の加盟国

国際連合欧州経済委員会（こくさいれんごうおうしゅうけいざいいいんかい、United Nations Economic Commission for Europe）は、国際連合の経済社会理事会の地域経済委員会の一つ。単に欧州経済委員会（おうしゅうけいざいいいんかい、Economic Commission for Europe）とも。英語での略称はUNECE、ECE。
現在の加盟国は56ヶ国。

## 概要
1947年に設立され、ヨーロッパ（欧州）地域を中心とする加盟国の経済における関係強化を目的とし、情報の交換や相互協力方法の立案などを行う。現在はヨーロッパ諸国だけでなく、北アメリカ、西アジア、中央アジア諸国にまで加盟国が広がっている。スウェーデンの経済学者、政治家のグンナー・ミュルダールは、1947年-1957年まで国連欧州経済委員会の行政長官を務めた。
現在では、日本やオーストラリアなどを除く先進国のほとんどが参加している状況であることから、その影響力は大きい。欧州の国際道路網である欧州自動車道路でも中心的な役割を担っている。最高機関は総会であり、本部はジュネーヴにある。

## 加盟国
- 欧州
  - トルコ、ロシア連邦、キプロスを含む45ヶ国
- 北アメリカ
  - アメリカ合衆国
  - カナダ
- 西アジア
  - アゼルバイジャン
  - アルメニア
  - イスラエル
  - ジョージア
- 中央アジア
  - ウズベキスタン
  - カザフスタン
  - キルギスタン（キルギス）
  - タジキスタン
  - トルクメニスタン